# Sigmund Zois
Barone Sigmund Zois von Edelstein più comunemente noto come Sigmund Zois o Žiga Zois (o - meno usato - Sigismondo Zois) (Trieste, 23 novembre 1747 – Lubiana, 10 novembre 1819) è stato un mineralogista e letterato italiano.
Suo padre, Michelangelo Zois, era un mercante veneziano trasferitosi a Lubiana. Sigmund nacque in uno dei palazzi triestini della famiglia. Trascorse l'infanzia tra Trieste e la Carniola. Studiò scienze naturali a Lubiana, con Gabriel Gruber e Giuseppe Maffei, approfondendo i suoi conoscimenti in varie università e scuole private in Italia. Tornato a Lubiana, collaborò con lo scienziato francese Belsazar Hacquet e vari intellettuali austriaci dell'epoca.
A partire dal 1780, decise di trasformare il suo palazzo a Lubiana in un centro d'incontro di vari letterati e scienziati carniolini, tra gli altri il linguista Jernej Kopitar, lo storico e scrittore drammatico Anton Tomaž Linhart, il poeta Valentin Vodnik. Zois fu un importante mecenate nel campo delle arti e delle scienze, finanziando numerose pubblicazioni e progetti scientifici. Lo stesso Zois fece importanti contributi nel campo della mineralogia, geologia, botanica e zoologia.
Il cosiddetto "circolo di Zois" divenne così il centro più importante dell'illuminismo di Lubiana. Zois viene ricordato per aver collaborato alla codificazione linguistica dello sloveno fino ad allora considerata solo un dialetto slavo, operata da Zois e dal suo cenacolo (che si fecero promotori del primo giornale in lingua slovena: il Lublanske novize).
Oggi, il più importante riconoscimento scientifico nella Slovenia, il "Premio Zois", porta il suo nome, come anche una borsa di studio per studenti di talento.